# Suore della Provvidenza (Ruillé-sur-Loir)
Le Suore della Provvidenza (in francese Sœurs de la Providence de Ruillé-sur-Loir) sono un istituto religioso femminile di diritto pontificio.

## Storia
Le origini della congregazione risalgono al 1806, quando Jacques-François Dujarié (1767-1838) riunì nella "Piccola provvidenza" di Ruillé-sur-Loir un gruppo di giovani donne desiderose di dedicarsi all'istruzione dei bambini e alla visita agli ammalati.
Solo nel 1820, per iniziativa di Zoé Rolland du Roscoät, la compagnia assunse un carattere religioso e le sodali della comunità presero a emettere i tre voti di povertà, obbedienza e castità e quello di dedicarsi all'educazione dell'infanzia e all'assistenza agli ammalati.
La congregazione conobbe un notevole sviluppo sotto il governo di Marie Lecor, che succedette alla Rolland du Roscoät nel 1822 e resse l'istituto fino al 1873. In quel periono una comunità di religiose di Ruillé, guidata da Théodore Guérin, si stabilì negli Stati Uniti dando origine a un ramo indipendente dell'istituto.
Dopo le leggi anticongregazioniste francesi le religiose si trasferirono all'estero, fondando case in Regno Unito (1896), Belgio (1897) e Paesi Bassi (1902): nel 1848 le religiose si aprirono le loro prime missioni in Ceylon.
Le suore della Provvidenza ricevettero il pontificio decreto di lode il 30 settembre 1843 e le loro costituzioni vennero approvate definitivamente dalla Santa Sede il 5 agosto 1881.

## Attività e diffusione
Le religiose si dedicano all'istruzione dell'infanzia, all'assistenza agli infermi, al servizio sociale e alla catechesi.
Sono presenti in Europa (Belgio, Francia, Paesi Bassi, Regno Unito), in Madagascar e in Sri Lanka; la sede generalizia è a Le Mans.
Alla fine del 2008 la congregazione contava 377 suore in 76 case.